# 阿明·米尔扎扎德
阿明·米尔扎扎德（波斯語：‎，1998年1月8日—），伊朗男子摔跤运动员，2022年世界摔跤锦标赛男子古典式130公斤级银牌得主、2023年世界摔跤锦标赛男子古典式130公斤级金牌得主、2022年亚洲运动会男子古典式130公斤级金牌得主。